# Brangs + Heinrich
Die Brangs + Heinrich GmbH ist ein Handelsunternehmen für Verpackungsmaterialien mit Sitz in Solingen und sieben Niederlassungen sowie zwei europäischen Tochtergesellschaften. Das Unternehmen gehört zur Brook-Risse Gruppe. Im deutschen Verpackungsgroßhandel gehört das Unternehmen nach eigenen Angaben zu den größeren Anbietern.

## Geschichte
Brangs + Heinrich blickt auf eine lange Firmengeschichte zurück: Am 1. Februar 1875 gründeten Robert Brangs und Friedrich Heinrich das Unternehmen in Solingen. Robert Brangs schied bereits 1883 aus. Bis heute ist das Großhandelsunternehmen – in vierter Generation – mehrheitlich im Besitz der Gründerfamilie Heinrich. Der anfangs lokale Betrieb hat heute (Stand: März 2021) 11 Niederlassungen und 170 Mitarbeiter. Seine Schwerpunkte sind Papier- und Folienprodukte. Das Unternehmen verarbeitet selbst Papiere für individuelle Kundenlösungen und konfektioniert zum Beispiel Zwischenlaufpapiere für die Stahlindustrie.
Immer wieder wurde die Unternehmensstruktur an die Zeitläufe angepasst. So wurde 1984 aus der Einzelfirma eine GmbH, und schon ab 1960 wurde der niederländische Markt direkt von der Gesellschaft in Utrecht aus bedient; hinzu kam 1989 eine Niederlassung in Brüssel. Seit 1997 ist das Unternehmen nach DIN EN ISO 9001 zertifiziert. Das ehemalige Tochterunternehmen Branodata GmbH ging im Jahr 2010 und die Bendorfer Papierverarbeitungs GmbH im Jahr 2014 im Stammhaus auf.
Im September 2004 wurde die ehemalige Stuttgarter Niederlassung, die seit 1975 wirtschaftlich unabhängig am Markt agierte, an den französischen Feinpapierkonzern Antalis verkauft. 2011 erfolgte die Umfirmierung von Brangs + Heinrich/Antalis in Antalis Verpackungen. Somit bestand die Verwechselungsgefahr mit dem Gründerhaus in Solingen nicht mehr. Im Jahr 2007 wurden weitere Niederlassungen in Stuttgart, Wiesbaden und später auch in Augsburg gegründet. Im Juni 2014 wurden in Solingen neue Produktions- und Lagerhallen mit ca. 8000 m² in Betrieb genommen sowie ein neues Lagerverwaltungssystem eingeführt.
Der neue Onlineshop der Brangs + Heinrich GmbH ist seit 2018 erreichbar.

## Unternehmen
Geschäftszweck des Unternehmens ist der Handel mit Verpackungsmaterialien für Lagerung, Transport und Versand sowie das Angebot von ergänzenden Dienstleistungen. Es unterhält neben seinem Stammsitz in Solingen Niederlassungen in Dresden, Berlin, Hamburg, Stuttgart, Hannover, Wiesbaden und Augsburg sowie eine Vertretung in Shanghai.
Daneben bestehen mit Brangs+Heinrich BVBA, Brüssel und Brangs+Heinrich B.V., Utrecht zwei europäische Tochtergesellschaften. Die Gesellschaft gehört zum Solinger Konzern der Brook-Risse GmbH & Co. KG.

## Belege
1. 1 2 3  Jahresabschluss im Bundesanzeiger
2. ↑  History. Brangs + Heinrich, abgerufen am 22. Februar 2021.
3. ↑  Locations. Brangs + Heinrich, abgerufen am 22. Februar 2021.